# Cmentarz przy kościele św. Jana w Radomiu

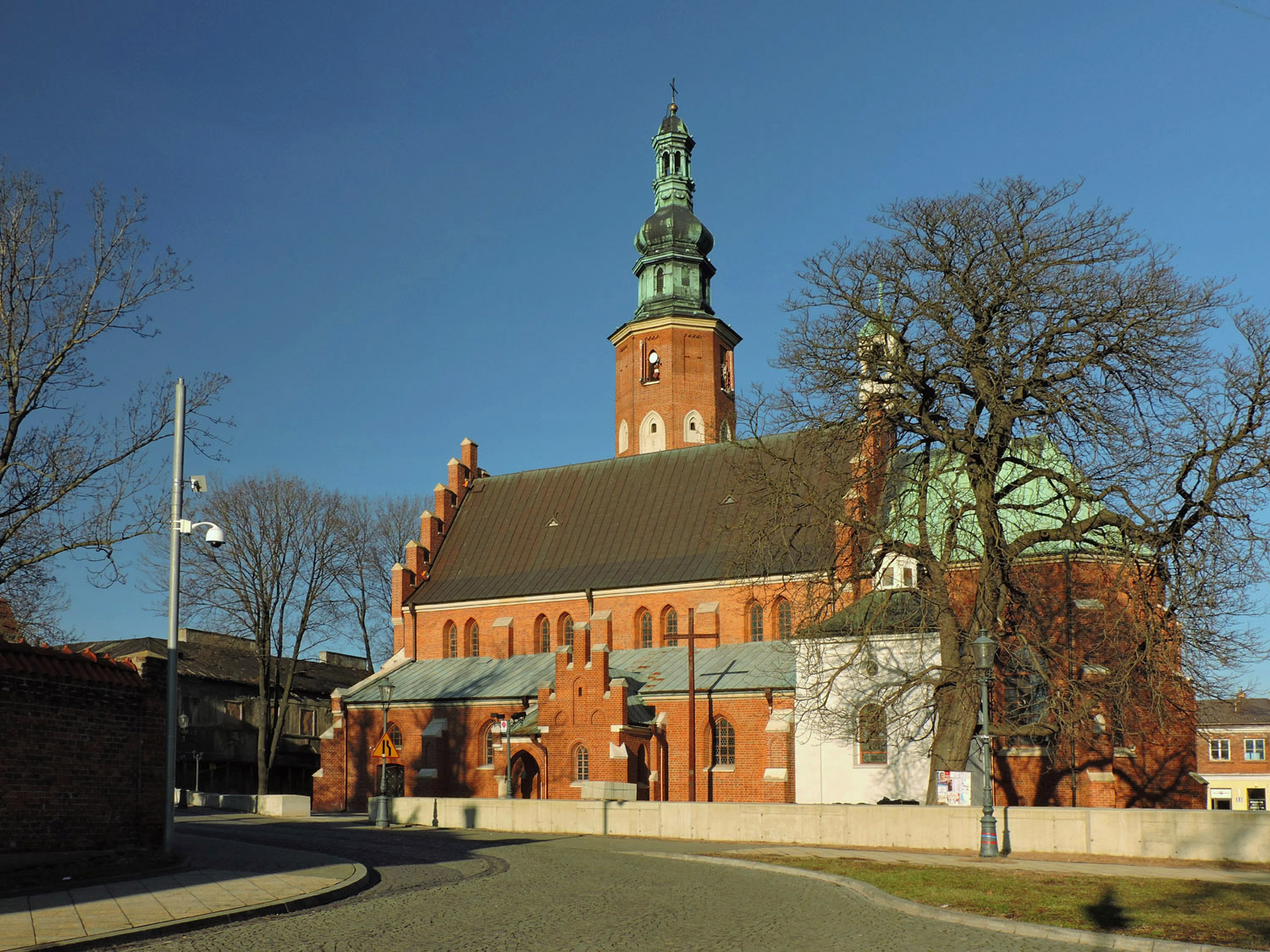
Kościół św. Jana Chrzciciela.

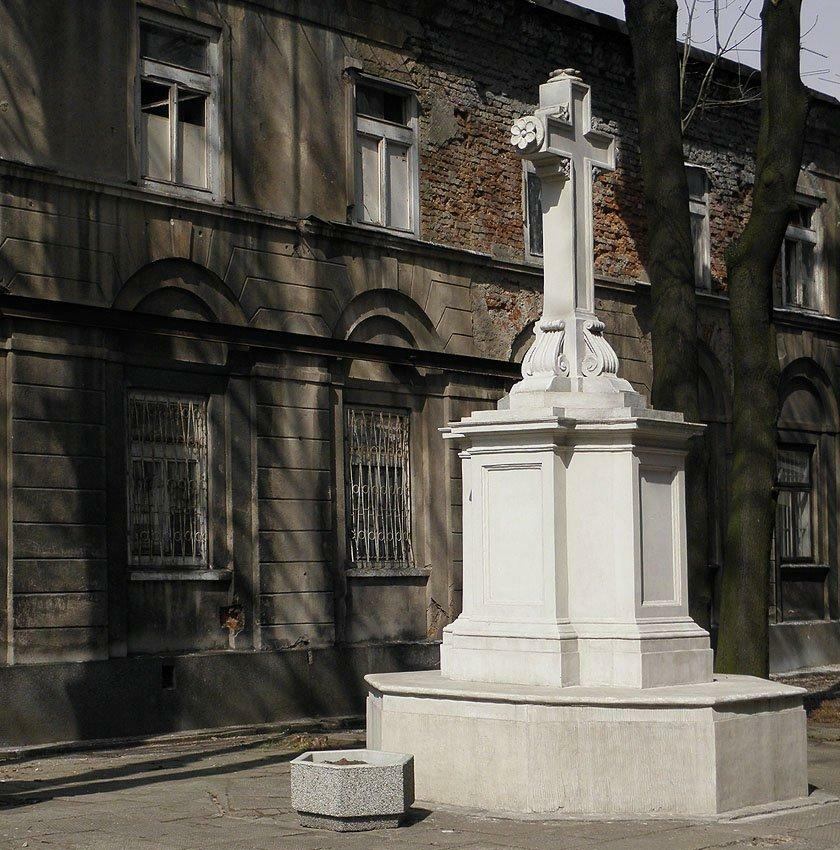
Krzyż przy kościele św. Jana Chrzciciela upamiętniający istnienie cmentarza.

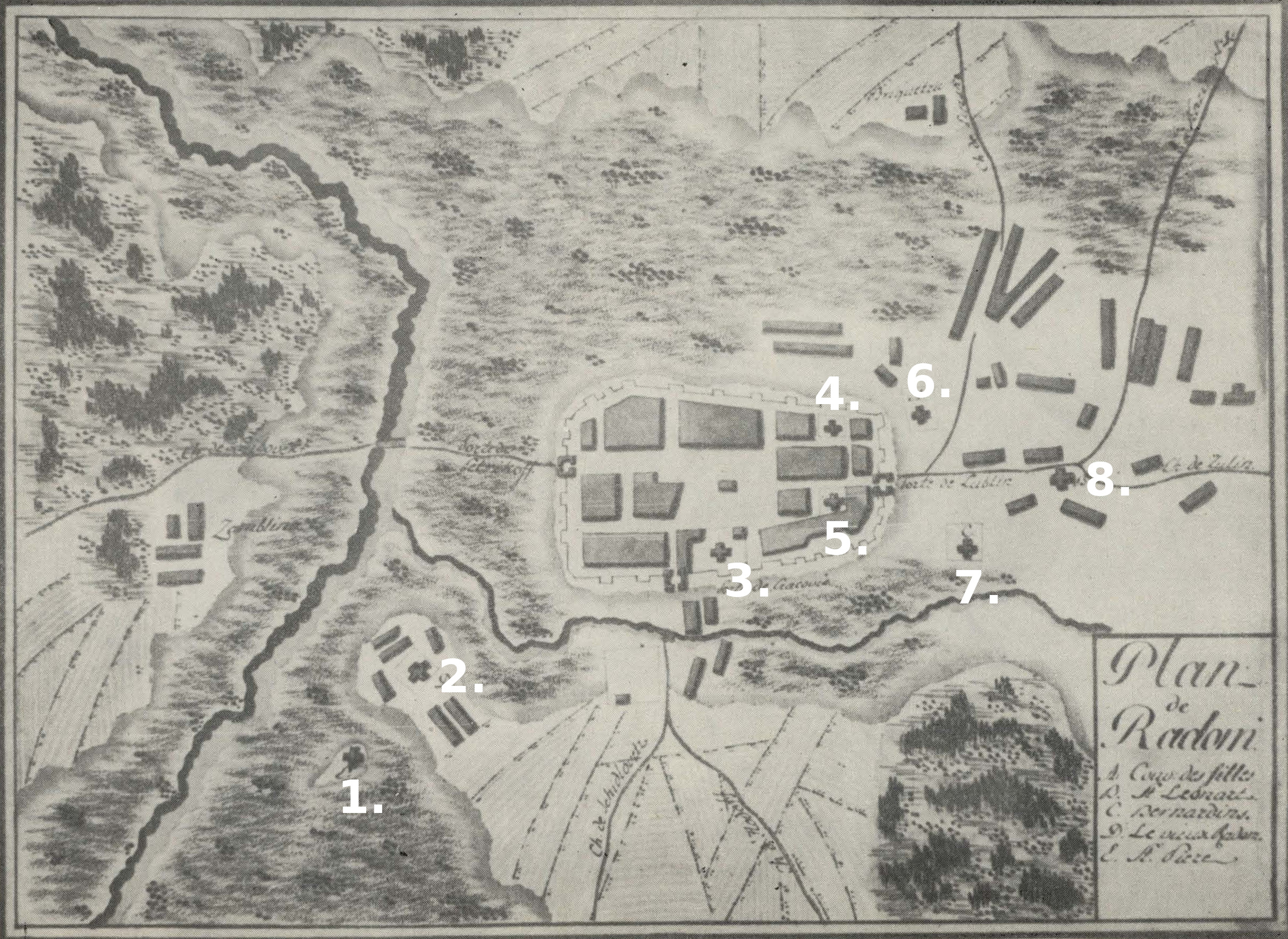
5. Kościół św. Jana Chrzciciela wraz z cmentarzem na mapie Radomia z XVIII w.

Cmentarz przy kościele św. Jana w Radomiu – cmentarz istniejący w Radomiu przy kościele św. Jana Chrzciciela do schyłku XVIII wieku.
Cmentarz funkcjonował wokół kościoła św. Jana Chrzciciela, który został wybudowany prawdopodobnie w latach 1360–1364 po lokacji Nowego Radomia przez Kazimierza Wielkiego.
Cały plac wokół kościoła miał wymiary 70x41 metrów, jednak obszar cmentarza sięgał prawdopodobnie 9 metrów od murów kościoła w kierunku północnym, zaś w pozostałych kierunkach 12–13 metrów. Wizytacja z 1617 wymieniła drewniano-murowane ogrodzenie otaczające cmentarz od południa. Wizytacja z 1747 informowała, że od zachodu, północy i południa cmentarz otoczony był niewysokim murem ceglanym z trzema bramami. W trakcie wizytacji z 1781 stwierdzono dwie bramy większe i dwie mniejsze, wszystkie bez zamknięcia. W XVII w. wzmiankowano w południowej części cmentarza drewnianą kostnicę, będącą w złym stanie technicznym, zaś podczas wizytacji z 1747 napisano o planach budowy nowej kostnicy w innym miejscu. Na grobach wystawiano zwykle drewniane krzyże, rzadziej kosztowniejsze nagrobki kamienne, z których trzy zachowały się do współczesnych czasów.
Najstarsze zachowane metryki zmarłych z parafii św. Jana Chrzciciela pochodzą z 1748. Dane z metryk parafialnych z lat 1748–1794 wzmiankują 1515 zgonów, ale brakuje danych z niektórych lat lub są one niekompletne. Szacunkowo można przyjąć liczbę 2500 pogrzebów w tym okresie. Ponadto w latach 1748–1797 pochowano 153 osoby w samej świątyni i przylegających do niej kaplicach. W tym czasie zmarłych chowano najczęściej we wschodniej i południowej części cmentarza, rzadziej w północnej i zachodniej. Znaczniejszych zmarłych chowano na cmentarzu w pobliżu głównego wejścia do świątyni, ewentualnie w okolicach prezbiterium. W południowo-wschodniej części cmentarza przy murze chowano dzieci nieochrzczone.
Najliczniejszą grupę osób pochowanych na cmentarzu przy farze stanowili mieszczanie, zaś drugą co do liczebności – chłopi. Jedynie 31 pochówków na cmentarzu z lat 1748–1794 sugeruje szlacheckie pochodzenie zmarłego. Przedstawicieli szlachty chowano za to zwykle w samej świątyni. Ogólnie 79% zmarłych w tym czasie parafian pochowano na cmentarzu przykościelnym, 9,5% w kościele, zaś 10% na cmentarzu przy kościele św. Leonarda.
Niewielki obszar cmentarza wymuszał cykliczne usuwanie grobów. Polegało ono na likwidacji grobów w wyznaczonej części cmentarza i przeniesieniu szczątków w jedno miejsce, zwykle do kostnicy lub wspólnego grobu przy murze cmentarza. Potwierdzone jest przeprowadzenie takiej akcji w 1783.
Pochówki na cmentarzu przy farze odbywały się zasadniczo do 1795, kiedy to otworzono nowy cmentarz na Piotrówce. W latach 1796–1797 odnotowano na cmentarzu przy kościele św. Jana tylko pojedyncze pochówki.